# La Mélancolie d'une belle journée
Ne doit pas être confondu avec Mélancolie d'un après-midi.
La Mélancolie d'une belle journée est un tableau réalisé par le peintre italien Giorgio De Chirico en 1913. Cette huile sur toile est un paysage urbain métaphysique représentant une place typique de la série dite des Places d'Italie. Elle est conservée aux musées royaux des Beaux-Arts de Belgique, à Bruxelles.